# Finsingbach
Finsingbach är ett vattendrag i Österrike.   Det ligger i förbundslandet Tyrolen, i den västra delen av landet, 400 km väster om huvudstaden Wien.
I omgivningarna runt Finsingbach växer i huvudsak blandskog. Runt Finsingbach är det ganska glesbefolkat, med 42 invånare per kvadratkilometer.